# Armada de la República de la Xina
Armada de la República Xina (mandarí; 中華民國海軍; pinyin: Zhōnghuá Mínguó Hǎijūn) és la branca naval de les Forces Armades de la República de la Xina (Taiwan).

## Missió
L'Armada taiwanesa té com a principal missió defensar el territori marítim de la República de la Xina d'atacs marítims, atacs aeris o una possible invasió per part de la República Popular de la Xina. Les seves tasques en temps de pau són la protecció de Taiwan i la vigilància de les aigües territorials. En temps de guerra les seves tasques són les operacions de contraatac i lluitar contra les invasions. L'Armada de la República de la Xina disposa d'un cos d'Infanteria de marina que pot fer desembarcaments.

## Història
Després de l'evacuació del Govern de la República de la Xina a l'illa de Formosa (Taiwan), l'armada taiwanesa va participar en l'escorta, el transport, i l'evacuació dels soldats, i els refugiats civils desplaçats, també va organitzar patrulles navals, i va portar a terme operacions de subministrament a les tropes destacades a les Illes de Kinmen, i Matsu, navegant per l'Estret de Formosa i el Mar del Sud de la Xina, i les Illes Pescadors.

## Segle XXI
La doctrina militar de l'Armada taiwanesa és contrarestar qualsevol intent de bloqueig naval per part de les forces navals de la República Popular de la Xina, així com evitar un possible enfrontament a les costes de Taiwan. L'armada taiwanesa ha estat treballant de valent per expandir la seva capacitat en el camp de l'electrònica, i en el camp de la guerra anti-submarina, alhora que s'ha reemplaçat alguns vaixells antics de la flota. Tanmateix, a la indústria naval taiwanesa li manca encara la tecnologia per a construir els seus propis submarins de combat.

## Destructors
| Tipus          | Quantitat | Nom                             | Foto |
| -------------- | --------- | ------------------------------- | ---- |
| Tipus Kee Lung | 4         | Kee Lung Su Ao Tso Ying Ma Kong |      |

## Fragates
| Tipus            | Quantitat | Nom                                                                        | Foto |
| ---------------- | --------- | -------------------------------------------------------------------------- | ---- |
| Tipus Kang Ding  | 6         | Kang Ding Si Ning Wu Chang Di Hua Kun Ming Chen De                         |      |
| Tipus Cheng Kung | 8         | Cheng Kung Cheng Ho Chi Kuang Yueh Fei Tzu I Pan Chao Chang Chien Tian Dan |      |
| Tipus Chi Yang   | 6         | Yong Fan Fen Yang Lan Yang Hwai Yang Ning Yang Yi Yang                     |      |

## Corbeta
| Tipus            | Quantitat | Nom        | Foto |
| ---------------- | --------- | ---------- | ---- |
| Tipus Tuo Chiang | 1         | Tuo Chiang |      |

## Patrulleres
| Tipus              | Quantitat | Nom | Foto |
| ------------------ | --------- | --- | ---- |
| Tipus Kuang Hua VI | 31        | |      |
| Tipus Ching Chiang | 12        | Ching Chiang Dan Chiang Sing Chiang Feng Chiang Tzeng Chiang Kao Chiang Jin Chiang Hsiang Chiang Tze Chiang Po Chiang Chang Chiang Chu Chiang |      |
| Tipus PCL          | 9         | |      |

## Dragamines
| Tipus           | Quantitat | Nom                                 | Foto |
| --------------- | --------- | ----------------------------------- | ---- |
| Tipus Yung Yang | 4         | Yung Yang Yung Tzu Yung Ku Yung Teh |      |
| Tipus Yung Jin  | 2         | Yung Jin Yung An                    |      |

## Vaixells de desembarcament
| Tipus          | Quantitat | Nom                 | Foto |
| -------------- | --------- | ------------------- | ---- |
| Tipus Hsu Hai  | 1         | Hsu Hai             |      |
| Tipus Chung Ho | 2         | Chung Ho Chung Ping |      |

## Vaixells de suport
| Tipus           | Quantitat | Nom       | Foto |
| --------------- | --------- | --------- | ---- |
| Tipus Pan Shi   | 1         | Pan Shi   |      |
| Tipus Wu Yi     | 1         | Wu Yi     |      |
| Tipus Yuen Feng | 1         | Yuen Feng |      |

## Submarins
| Tipus          | Quantitat | Nom             | Foto |
| -------------- | --------- | --------------- | ---- |
| Tipus Hai Lung | 2         | Hai Lung Hai Hu |      |
| Tipus Hai Shih | 1         | Hai Shih        |      |
| Tipus Hai Bao  | 1         | Hai Bao         |      |

## Aeronaus
| Aeronau                | Tipus             | Quantitat | Foto |
| ---------------------- | ----------------- | --------- | ---- |
| Lockheed P-3C Orion    | Patrulla marítima | 12        |      |
| Sikorsky SH-60 Seahawk | Helicòpter        | 21        |      |
| MD 500 Defender        | Helicòpter        | 13        |      |